# Opération Zebra (juin 1944)
Pour les articles homonymes, voir Opération Zebra.
L’opération Zebra est la première opération de parachutage massif d’armes effectuée en plein jour pour la Résistance intérieure française, le 25 juin 1944.

## Planification
Les instructions opérationnelles prévoient l'envoi de forteresses volantes B-17, réparties comme suit  :
- 84 pour Châteauneuf-la-Forêt (Haute-Vienne), dans la zone sud, région R5 ;
- 37 pour Vassieux-en-Vercors (Drôme), dans la zone sud, région R1 ;
- 38 pour les environs de Nantua (Ain), dans la zone sud, région R1 ;
- 38 pour la Côte-d'Or, dans la zone nord, région D1

soit un total de 197 bombardiers, chargés de 11 664 conteneurs d’armes et de matériel .
Dans le Cantal (zone sud, région R6), un parachutage était également programmé, mais fut annulé. Deux terrains y étaient envisagés, :
- le terrain Veilleuse, dans le réduit de la Truyère, qui dut être abandonné en raison d’une attaque sévère par la Wehrmacht les 20 et 21 juin ;
- le terrain Serrurier (Pleaux) [2], qui le fut en raison d’un manque d’accord préalable.

## Vol aller
Selon Paddy Ashdown, deux des bombardiers destinés au Vercors échouèrent. L’un fut abattu par la chasse allemande. L’autre fut endommagé par la Flak (canon anti-aérien allemand), mais réussit à faire demi-tour, à revenir jusqu’à la tête de pont en Normandie et à s’y poser.
Selon Martin W. Bowman : escortés par de grandes formations de chasseurs, il y eut deux B-17 perdus dans l’opération Zebra, et deux autres avortèrent pour raisons mécaniques.
Compte tenu de ces deux sources, le nombre de B-17 ayant effectué des parachutages serait de 193 ou 195.

## Parachutages
180 forteresses volantes B-17 de la 8e Air Force larguent environ 2 200 containers en quatre endroits.

### Domps(Haute-Vienne)
72 bombardiers larguent 864 containers pour le maquis du Limousin de Georges Guingouin ; liaison avec Londres assurée par le réseau Hamlet—Salesman de Philippe Liewer (alias major Staunton), opérateur radio Jean-Claude Guiet ; terrain de la « Borderie ».

### La Chapelle-en-Vercors(Drôme)
36 bombardiers larguent 432 containers pour le maquis du Vercors sur le terrain « Crayon » (plateau de la Maye, clairière de Loscence à l'ouest de La Chapelle-en-Vercors) ; liaison avec Londres assurée par le réseau JOCKEY de Francis Cammaerts « Roger » ; armes récupérées : 74 FM BREN, 650 fusils, plus de 750 PM Sten, 545 pistolets de 9 mm, 4 000 grenades, 1,5 tonne d’explosifs (avec détonateurs, mèches, amorces) , près de 500 000 roquettes, presque 3 000 pansements de combat.

### Port(Ain)
36 bombardiers larguent 540 containers  pour les maquis de l’Ain de Henri Romans-Petit ; liaison avec Londres assurée par le réseau Xavier—MARKSMAN de Richard Heslop.

### Lays-sur-le-Doubs(Saône-et-Loire)
36 bombardiers larguent 423 containers à Lays-sur-le-Doubs, situé à 25 km au sud-ouest de Dole ; liaison avec Londres assurée par le réseau Lucien—SCHOLAR de Gonzague de Saint-Geniès, opérateur radio Yvonne Baseden. Le réseau est démantelé le lendemain à Dole : Gonzague de Saint-Geniès est tué et Yvonne Baseden est arrêtée et déportée.

## Suite
Un deuxième parachutage, encore plus important que l’opération Zebra, eut lieu trois semaines plus tard, le 14 juillet 1944 sous le nom d'opération Cadillac.